# Žodzina
Žodzina (bělorusky Жодзіна, rusky Жодино – Žodino) je město v Minské oblasti v Bělorusku. K roku 2009 měla přes šedesát tisíc obyvatel.
Povahu města vytváří do značné míry zde sídlící Běloruský automobilový závod, ve kterém je zaměstnáno přes jedenáct tisíc zdejších obyvatel.

## Poloha a doprava
Žodzina leží na řece Plise, přítoku Bereziny v povodí Dněpru. Od Minsku, hlavního města Běloruska, je vzdálena přibližně 55 kilometrů východně. Nejbližší město v okolí je Barysaŭ ležící přibližně patnáct kilometrů severovýchodně.
Žodzina leží na hlavní železniční trati spojující Varšavu, Minsk a Moskvu. Ve stejném směru prochází jihovýchodně od města dálnice M1, po které je zde také vedena Evropská silnice E30.

## Sport
Ve městě sídlí fotbalový klub FC Torpedo-BelAZ Žodzina, který se účastní Běloruské fotbalové Vysšaje ligy, místní nejvyšší fotbalové soutěže.